# Montaigu-la-Brisette
Montaigu-la-Brisette è un comune francese di 507 abitanti situato nel dipartimento della Manica nella regione della Normandia.

## Società

### Evoluzione demografica
Abitanti censiti